# Myopsyche makomensis
Myopsyche makomensis är en fjärilsart som beskrevs av Embrik Strand 1912. Myopsyche makomensis ingår i släktet Myopsyche och familjen björnspinnare. Inga underarter finns listade i Catalogue of Life.